# Georg Werner (Jurist, 1868)
Georg Werner (* 27. Juli 1868 in Luckau, Niederlausitz; † 1947 in Naumburg (Saale)) war ein deutscher Richter.

## Leben
Werners Vater war der Rechtsanwalt und Notar Alwin Werner. Er studierte an der Philipps-Universität Marburg Rechtswissenschaft und wurde am 27. Juli 1888 im Corps Teutonia zu Marburg recipiert. Er bestand 1890 die Referendar- und 1895 die Assessorprüfung. 1897 heiratete er Margarete Kraetschell aus Naumburg. Nach sieben Jahren als Landrichter in Magdeburg wurde er 1907 als Geheimer Justiz- und Vortragender Rat in das Reichsministerium der Justiz berufen. 1921 kam er als Oberlandesgerichtspräsident an das Oberlandesgericht Kiel. 1922–1933 war er Oberlandesgerichtspräsident am Oberlandesgericht Naumburg.